# Dorothea Assmann
Dorothea Assmann (* 1956) ist eine deutsche Rechtswissenschaftlerin.

## Leben
1976 erlangte sie die Allgemeine Hochschulreife. Nach einem Praktikum besuchte sie eine Vorlesung der Rechtswissenschaften und studierte im Anschluss von 1977 bis 1981 Jura in Erlangen. Von 1985 bis 1993 war sie dort Akademische Rätin. 1990 schloss sie ihre Promotion ab. Von 1993 bis 1996 erhielt sie ein Stipendium der Deutschen Forschungsgemeinschaft für ihre Habilitation, die sie 1997 an der Universität Tübingen bei Wolfgang Marotzke abschloss. Von 1997 auf 1998 war sie als Privatdozentin in einer Lehrstuhlvertretung an der Universität Erlangen-Nürnberg tätig.
1998 wurde sie zur Professorin für das Fach „Zivilrecht für Nebenfachstudierende, insbesondere der Wirtschaftswissenschaften“ an der Rechtswissenschaftlichen Fakultät der Universität Münster ernannt. Ab 1999 hatte sie den Lehrstuhl für Deutsches und Europäisches Zivilrecht und Zivilprozessrecht in Potsdam inne. Von 2006 bis 2008 war sie Dekanin der Juristischen Fakultät der Universität Potsdam. Als Akademische Leitung betreute sie das weiterbildende Zertifikatsstudium Mediation an der Universität Potsdam. Langjährig betreute sie außerdem die Deutsche Rechtsschule in Szeged, ein Studiengang in Kooperation mit der dortigen Universität. Im März 2023 trat sie in den Ruhestand, blieb aber für den Zertifikatsstudiengang Mediation tätig.
Assmann ist Mutter zweier Kinder.

## Schriften (Auswahl)
- Das Verfahren der Stufenklage (= Erlanger juristische Abhandlungen. 39). Heymann, Köln 1990, ISBN 3-452-21895-3 (Dissertation Universität Erlangen, Nürnberg 1989/90).
- Die Vormerkung (§ 883 BGB) (= Jus privatum. 29). Mohr Siebeck, Tübingen 1998, ISBN 3-16-146981-X (Habilitationsschrift Universität Tübingen 1997).
- Fälle zum Zivilprozessrecht. Erkenntnisverfahren und Zwangsvollstreckung (= Juristische Fall-Lösungen). C. H. Beck, München 2019, ISBN 3-406-71855-8 — 4., neu bearbeitete Auflage. 2023, ISBN 978-3-406-78638-9.
- Zivilprozessordnung und Nebengesetze. Großkommentar (= Großkommentare der Praxis). 3., völlig neu bearbeitete Auflage. 2. Band §§ 128–541, 2. Teilband §§ 253–299a. de Gruyter Recht, Berlin 2008, ISBN 978-3-89949-168-5 (Bearbeitet zusammen mit Hans-Jürgen Ahrens, Rolf A. Schütze und Stephan Weth[7])
- Zivilprozessordnung und Nebengesetze. Großkommentar (= Großkommentare der Praxis). 4., neu bearbeitete Auflage. Band 4. §§ 253–299a. de Gruyter, Berlin 2013, ISBN 978-3-11-024840-1 (Bearbeitet zusammen mit Hans-Jürgen Ahrens, Rolf A. Schütze und Stephan Weth[8]).
- Zivilprozessordnung und Nebengesetze. Großkommentar (= Großkommentare der Praxis). 5., neu bearbeitete Auflage. Band 4. §§ 253–299a. de Gruyter, Berlin 2023, ISBN 978-3-11-024840-1 (Bearbeitet zusammen mit Martin Gebauer, Fabian Reuschle, Hans-Jürgen Ahrens, Stephan Weth[9]).